# 伏見町 (横浜市)
伏見町（ふしみちょう）は、神奈川県横浜市南区の地名。住居表示は未実施で、丁目は設けられていない。面積は0.015km2。

## 歴史
古くは久良岐郡戸太町大字太田の一部で、1901年（明治34年）に横浜市に編入され南太田町の一部となった。1944年2月1日に、西区境之谷および元久保町の各一部から伏見町が新設された。町名は、町内に祀られている伏見稲荷から付けられた。1977年に伏見町の一部が西区元久保町に編入。このとき、臨済宗円覚寺派の久保山円覚寺は元久保町に属することとなった。

## 地理
南区の北端に位置する。藤棚浦舟通りから久保山墓地に抜ける久保山坂の北側に沿った東西に長い町域を持ち、西側に標高最高地点（54.3m）、東側に最低地点（30.7m）のある傾斜地となっている。南は三春台、北は西区境之谷に挟まれ、東端で霞ケ丘、西端で庚台および西区元久保町に接する。町内には住宅地の中に小規模な事業所が混在している。

## 世帯数と人口
2025年（令和7年）6月30日現在（横浜市発表）の世帯数と人口は以下の通りである。
| 町丁   | 世帯数  | 人口  |
| ------ | ------- | ----- |
| 伏見町 | 153世帯 | 273人 |

### 人口の変遷
国勢調査による人口の推移。
| 年                 | 人口 |
| ------------------ | ---- |
| 1995年（平成7年）  | 292  |
| 2000年（平成12年） | 288  |
| 2005年（平成17年） | 254  |
| 2010年（平成22年） | 237  |
| 2015年（平成27年） | 240  |
| 2020年（令和2年）  | 268  |

### 世帯数の変遷
国勢調査による世帯数の推移。
| 年                 | 世帯数 |
| ------------------ | ------ |
| 1995年（平成7年）  | 126    |
| 2000年（平成12年） | 128    |
| 2005年（平成17年） | 115    |
| 2010年（平成22年） | 111    |
| 2015年（平成27年） | 115    |
| 2020年（令和2年）  | 138    |

## 学区
市立小・中学校に通う場合、学区は以下の通りとなる（2024年11月時点）。
| 番・番地等 | 小学校             | 中学校             |
| ---------- | ------------------ | ------------------ |
| 全域       | 横浜市立太田小学校 | 横浜市立共進中学校 |

## 事業所
2021年（令和3年）現在の経済センサス調査による事業所数と従業員数は以下の通りである。
| 町丁   | 事業所数 | 従業員数 |
| ------ | -------- | -------- |
| 伏見町 | 9事業所  | 31人     |

### 事業者数の変遷
経済センサスによる事業所数の推移。
| 年                 | 事業者数 |
| ------------------ | -------- |
| 2016年（平成28年） | 10       |
| 2021年（令和3年）  | 9        |

### 従業員数の変遷
経済センサスによる従業員数の推移。
| 年                 | 従業員数 |
| ------------------ | -------- |
| 2016年（平成28年） | 40       |
| 2021年（令和3年）  | 31       |

## その他

### 日本郵便
- 郵便番号 : 232-0001[3]（集配局：横浜南郵便局[18]）

### 警察
町内の警察の管轄区域は以下の通りである。
| 番・番地等 | 警察署   | 交番・駐在所 |
| ---------- | -------- | ------------ |
| 全域       | 南警察署 | 久保山交番   |